# Notre-Dame-de-la-Rouvière
Notre-Dame-de-la-Rouvière este o comună în departamentul Gard din sudul Franței. În 2009 avea o populație de 428 de locuitori.

## Evoluția populației
| An        | 1975 | 1982 | 1990 | 1999 | 2006 | 2009 |
| --------- | ---- | ---- | ---- | ---- | ---- | ---- |
| Populație | 346  | 364  | 355  | 354  | 424  | 428  |